# Edmondthorpe
Edmondthorpe – wieś w Anglii, w hrabstwie Leicestershire. Leży 31 km na północny wschód od miasta Leicester i 144 km na północ od Londynu.